# Liste der Monuments historiques in Rebeuville
Die Liste der Monuments historiques in Rebeuville führt die Monuments historiques in der französischen Gemeinde Rebeuville auf.

## Liste der Immobilien
| Bezeichnung | Beschreibung           | Standort                  | Kennzeichnung | Schutzstatus | Datum | Bild |
| ----------- | ---------------------- | ------------------------- | ------------- | ------------ | ----- | ---- |
| Kreuz       | Stein, 15. Jahrhundert | Rue de l’Église (Lage)    | PA00107248    | Classé       | 1909  |      |
| Wegekreuz   | Stein, bezeichnet 1522 | Rue du Faubourg (Lage)    | PA00107247    | Classé       | 1909  |      |
| Kreuz       | Stein, 15. Jahrhundert | Rue du Cougnot (Lage)     | PA00107249    | Classé       | 1909  |      |
| Flurkreuz   | Stein, 16. Jahrhundert | westlich des Ortes (Lage) | PA00107250    | Classé       | 1909  |      |